# 포함

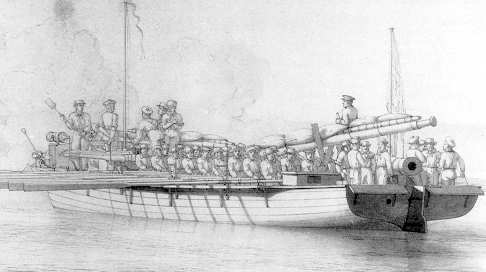
18세기의 포함.

포함(砲艦, Gunboat)이란 연안의 표적을 타격하기 위해 한 문 이상의 함포를 탑재한 군함이다. 해상 전투에 사용되나, 본래는 인원과 물자를 운반하는 수송함과는 구분하여 가리키는 말이다.
19세기 전반에는 브리그라고 했던 함종을 ‘포함’이라는 함종에 분류했던 것이 정설이었다. 이보다 이전에는 무장 브리그보다 소형의 배를 ‘건보트’라고 했었던 사실도 있다. 또한 투폭함이라는 대형 구포를 갖춘 건 브리그 수준의 소형함이 이후에도 포함에 포함되었다.
포함의 범위는 넓어서, 해방함도 포함으로 분류했다. 또한 프랑스 등에서 현재도 사용되고 있다 (식민지) 통보함(어뢰포함이나 슬루프형 포함이라고도 함)도 광의적으로 포함으로 분류하는 경우가 있었다. 단순히 포함(포정)이라고 칭하는 경우는 강대한 포함(포정)만을 가리키기도 한다. 포함을 설계에 따라 크게 분류하면, 아래와 같이 두 가지로 나눌 수 있다.
- 감시함처럼 선체 규모에 비해 강력한 대포를 갖추고, 유사시 전선에서의 전투에 사용하는 중무장 포함
- 무장은 비교적 적지만 강력한 통신, 지휘 능력을 갖추고, 평시 경비 임무를 중점으로 하는 포함

반드시 일반적인 분류는 아니지만 편의상이 분류에 따라 설명한다.

## 유사시의 포함

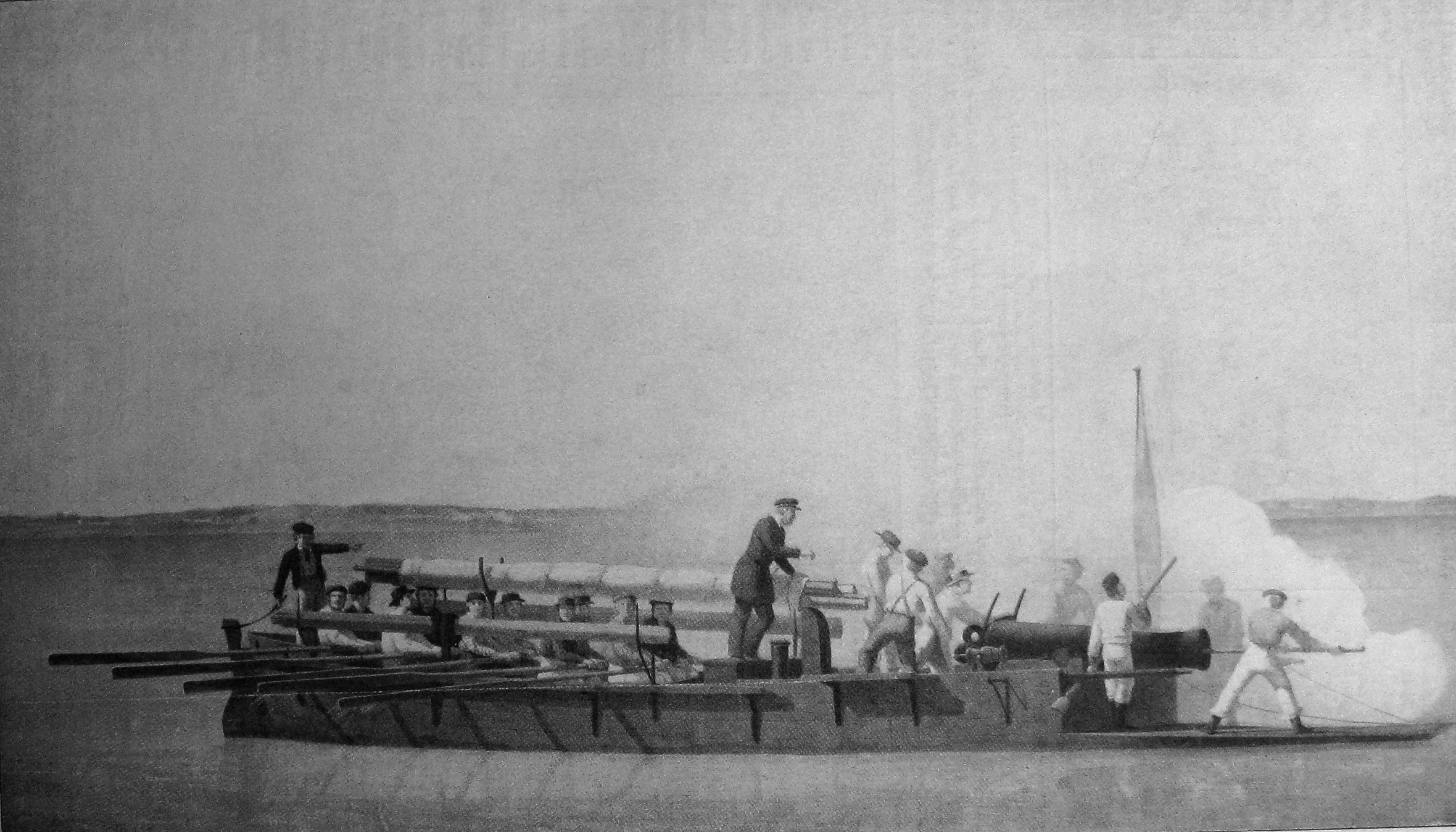
덴마크 해군의 포함

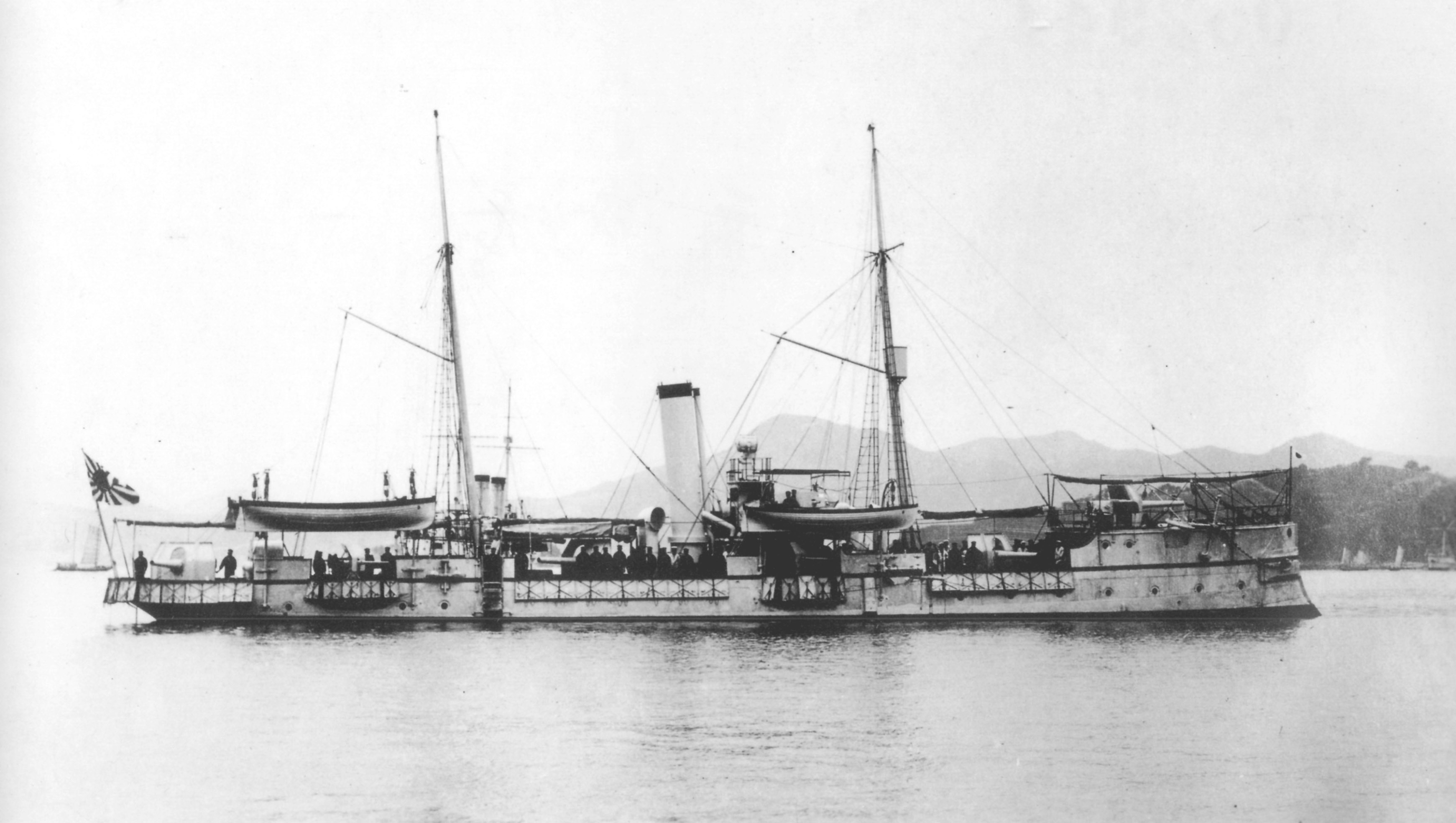
일본 제국 해군의 포함 아카기

### 범용 소형 수상함 포함
본격적인 군함을 보유하지 못했던 포르투갈과 벨기에 등의 작은 나라를 중심으로 해안 방어를 목적으로 배수량 2000톤 이하 정도의 느린 소형 선박을 배치했던 예를 일반적으로 포함이라고 부른다. 19세기 후반에 건축된 대구경 주포를 고정식으로 1문만 탑재한 렌데루식 포함이 그 전형적인 예이다. 일본의 해방함은 이러한 계열의 포함의 연장선상에 있는 것으로 볼 수 있다.
- 아카기 - 일본 제국 해군의 포함으로 황해 해전(청일 전쟁)에 참가.
- 쩐뚱(鎮東) - 청나라 해군의 렌데루식 포함.

### 중무장 포함
특히 소형 포정으로는 유사시 전선에서의 전투 임무에 수행하는 것을 상정한 설계가 많았다. 제2차 세계 대전 중 소련에서는 하천에서 전차 포탑을 탑재한 장갑포정(강을 감시하는 용도)이, 영국에서는 기동포정이 어뢰정과 함께 항만, 연안 방어에 사용되었다.
베트남 전쟁에서 미국 해군은 상륙정이나 민간용 보트(유람선을 개조한 PBR 연안 유전의 유정 지원정을 개조한 PC 등)를 개조한 것을 하천용 포정으로 실전에 투입했다. 또한 후기에는 대지 공격에 특화된 강습 지원 초계정(Assault Support Patrol Boat : ASPB) (알파 포트라는 것이 많다)이라는 작은 하천용 감시선이 건조되었다. 또한 이들은 베트남 전쟁이 끝난 후 미국 해군은 버린 것을 베트남군에서 수거하여 포함 대부분을 태국과 미얀마, 남미 국가 등에 판매하면서 소진되었다. 이라크 전쟁에서 다시 하천정이 등장했지만, 이들은 일반적인 초계정이나 강습보트로 분류되어 그들 포정으로 분류되는 주정은 더 이상 등장하지 않는다.
일본은 중일 전쟁에서 육군이 장갑정이라는 일종의 상륙 지원정을 사실상 하천용 포함으로 사용했다. 만주국 육군 강방함대(하천 부대)가 흑룡강 경비에 투입한 포정도 이 전자의 범주에 들어가는 것이었다.
러시아, 우크라이나, 세르비아 등에서 사용되는 포함은 이러한 유형의 발전형이며, 현재에도 국경 경비 등에 사용되고 있다. 이들은 T-55 전차와 흡사하여 100mm포나 대전차 미사일 등을 장착하고 초계 임무뿐만 아니라 지상전 지원 공격도 가능하다. 또한 미얀마, 캄보디아 등 정치가 불안하고, 강과 호수가 전략 요충지가 될 수 있는 국가는 미국제 PBR과 소련 제 1204호 계획 ‘슈메리’형 하천 국경 경비정 등이 사용되고 있다.

## 같이 보기
- 모니터함